# 6,8 mm Remington SPC

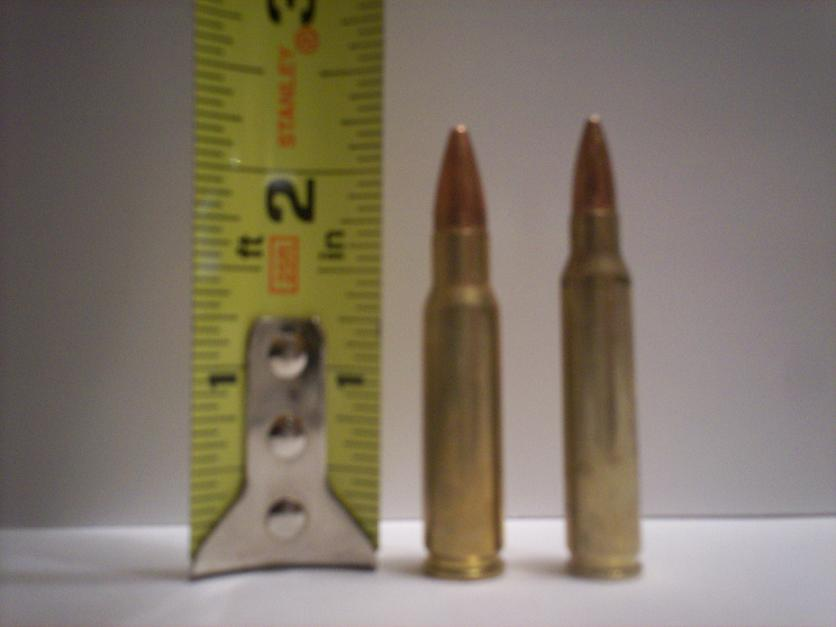
Comparación del 6,8 mm Remington SPC (izq.) con el 5,56 x 45 OTAN (dcha.)

El 6,8 mm Remington SPC o 6,8 x 43 mm es un nuevo cartucho para fusil, desarrollado en estrecha colaboración con miembros del SOCOM de los Estados Unidos, en un intento de mejorar la balística terminal de la carabina M4 con el cartucho 5,56 OTAN. Se basa en el cartucho .30 Remington y es intermedio entre el 5,56 x 45 OTAN y el 7,62 x 51 con respecto a su diámetro y velocidad. Es adaptable a las armas actuales que utilizan el 5,56 x 45 OTAN, siendo su longitud muy similar.
Es balísticamente similar al .280 British de la década de 1950 y posee una carga propulsora mejorada que le permite tener un casquillo más pequeño. Tiene una velocidad de salida de 785 m/s desde un cañón de 40 cm, utilizando una bala OTM Hornady de 7,4 gramos.

## Desempeño
El 6,8 mm SPC (Special Purpose Cartridge) fue diseñado para tener un mejor desempeño en fusiles de cañón corto, como los utilizados en combates a corta distancia.
Este libera un 44% más energía que un 5,56 x 45 OTAN (con la M4) desde 100 hasta 300 m. Cuando el 6,8 mm es comparado con el poderoso 7,62 x 51 OTAN, queda corto en las comparativas pero posee características como un menor retroceso, mayor maniobrabilidad y ligereza, lo que permite a la tropa llevar mayor cantidad de munición con un peso similar.
Mientras que el 6,8 mm genera 2.385 joules de energía de salida con un bala de 7,4 gramos, el 7,62 OTAN (M80) libera 3.335 joules de energía con un bala de 9,5 gramos.
Además se utiliza en la nueva ametralladora ligera del ejército estadounidense, el NGSW .